# 较大的偏差原理

## 较大的偏差原理
在概率论中，大偏差理论涉及远程尾巴概率分布的序列渐近行为。理论的一些基本思路可以追溯到拉普拉斯和克拉美，但一个明确和统一的正式定义是在1966年推出，在一份文件Varadhan的[1]大偏差理论形式化浓度的措施，并广泛启发式的想法推广收敛概率测度的概念。